# Lista de consortes da Polônia
Esta é uma lista de consortes de Polónia;

## Dinastia Piasta (restaurada)
| Nome                                                         | Retrato | Nascimento                                                     | Cônjuge                                        | Morte                          |
| ------------------------------------------------------------ | ------- | -------------------------------------------------------------- | ---------------------------------------------- | ------------------------------ |
| Edviges de Kalisz 20 de janeiro de 1320 – 2 de março de 1333 |         | 1266 filha de Boleslau, o Piedoso e Iolanda da Polônia         | Vladislau I 1293 6 filhos                      | 10 de dezembro de 1339 73 anos |
| Aldona da Lituânia 2 de março de 1333 – 26 de maio de 1339   |         | c. 1309 filha de Gediminas e Jevna                             | Casimiro III 1325 2 filhas                     | 26 de maio de 1339 30 anos     |
| Adelaide de Hesse 29 de setembro de 1341 – 1356              |         | 1324 filha de Henrique II, Conde de Hesse e Isabel da Turíngia | Casimiro III 29 de setembro de 1341 sem filhos | 1371 47 anos                   |

## Dinastia Angevina
| Nome                                                            | Retrato | Nascimento                                                | Cônjuge                           | Morte                   |
| --------------------------------------------------------------- | ------- | --------------------------------------------------------- | --------------------------------- | ----------------------- |
| Isabel da Bósnia 5 de novembro de 1370 – 10 de setembro de 1382 |         | c. 1339 filha de Estevão II da Bósnia e Isabel da Cujávia | Luís 20 de junho de 1353 3 filhas | janeiro de 1387 48 anos |

## Dinastia Jaguelônica
| Nome                                                              | Retrato | Nascimento                                                                                             | Cônjuge                                              | Morte                           |
| ----------------------------------------------------------------- | ------- | --- | ---------------------------------------------------- | ------------------------------- |
| Ana de Celje 29 de janeiro de 1402 – 21 de maio de 1416           |         | c. 1381 filha de Guilherme, Conde de Celje e Ana da Polônia                                            | Ladislau II Jagelão 29 de janeiro de 1402 1 filha    | 21 de maio de 1416 35 anos      |
| Isabel de Pilica 2 de maio de 1417 – 12 de maio de 1420           |         | c. 1372 filha de Otão de Pilica e Edviges de Melsztyn                                                  | Ladislau II Jagelão 2 de maio de 1417 sem filhos     | 12 de maio de 1420 48 anos      |
| Sofia de Halshany fevereiro de 1422 – 1 de junho de 1434          |         | c. 1405 filha de Andrzej Olshansky e Alexandra Drucka                                                  | Ladislau II Jagelão fevereiro de 1422 3 filhos       | 21 de setembro de 1461 56 anos  |
| Isabel da Áustria 10 de março de 1454 – 7 de junho de 1492        |         | c. 1436 filha de Alberto II da Germânia e Isabel da Boêmia                                             | Casimiro IV Jagelão 10 de março de 1454 13 filhos    | 30 de agosto de 1505 69 anos    |
| Helena de Moscou 12 de dezembro 1501 – 19 de agosto de 1506       |         | 19 de maio de 1476 filha de Ivã III de Moscou e Sofia Paleóloga                                        | Alexandre Jagelão 18 de fevereiro de 1495 sem filhos | 20 de janeiro de 1513 36 anos   |
| Bárbara Zápolya 8 de fevereiro de 1512 – 2 de outubro de 1515     |         | 1495 filha de Estêvão Zápolya e Edviges de Cieszyn                                                     | Sigismundo I 8 de fevereiro de 1512 2 filhas         | 2 de outubro de 1515 20 anos    |
| Bona Sforza 18 de abril de 1518 – 1 de abril de 1548              |         | 2 de fevereiro de 1494 filha de João Galeácio Sforza e Isabel de Nápoles                               | Sigismundo I 18 de abril de 1518 6 filhos            | 7 de novembro de 1558 64 anos   |
| Isabel da Áustria 5 de maio de 1543 – 15 de junho de 1545         |         | 9 de julho de 1526 filha de Fernando I do Sacro Império Romano-Germânico e Ana da Boêmia e Hungria     | Sigismundo II Augusto 5 de maio de 1543 sem filhos   | 15 de junho de 1545 18 anos     |
| Bárbara Radziwiłł 1547 – 8 de maio de 1551                        |         | 6 de dezembro de 1520 filha de Jerzy Radziwiłł e Bárbara Kolanka                                       | Sigismundo II Augusto 1547 sem filhos                | 8 de maio de 1551 30 anos       |
| Catarina da Áustria 23 de junho de 1553 – 28 de fevereiro de 1572 |         | 15 de setembro de 1533 filha de Fernando I do Sacro Império Romano-Germânico e Ana da Boêmia e Hungria | Sigismundo II Augusto 23 de junho de 1553 sem filhos | 28 de fevereiro de 1572 38 anos |

## Casa de Vasa
| Nome                                                                        | Retrato | Nascimento                                                                                        | Cônjuge                                             | Morte                           |
| --------------------------------------------------------------------------- | ------- | ------------------------------------------------------------------------------------------------- | --------------------------------------------------- | ------------------------------- |
| Ana da Áustria 31 de maio de 1592 – 10 de fevereiro de 1598                 |         | 16 de agosto de 1573 filha de Carlos II, Arquiduque da Áustria e Maria Ana da Baviera             | Sigismundo III Vasa 31 de maio de 1592 5 filhos     | 10 de fevereiro de 1598 24 anos |
| Constança da Áustria 11 de dezembro de 1605 – 10 de julho de 1631           |         | 24 de dezembro de 1588 filha de Carlos II, Arquiduque da Áustria e Maria Ana da Baviera           | Sigismundo III Vasa 11 de dezembro de 1605 7 filhos | 10 de julho de 1631 42 anos     |
| Cecília Renata da Áustria 12 de setembro de 1637 – 24 de março de 1644      |         | 16 de julho de 1611 filha de Fernando II do Sacro Império Romano-Germânico e Maria Ana da Baviera | Vladislau IV Vasa 12 de setembro de 1637 2 filhos   | 24 de março de 1644 32 anos     |
| Maria Luísa Gonzaga 15 de julho de 1646 – 20 de maio de 1648 (primeira vez) |         | 18 de agosto de 1611 filha de Carlos Gonzaga, Duque de Mântua e Monferrato e Catarina de Mayenne  | Vladislau IV 5 de novembro de 1645 sem filhos       | 10 de maio de 1667 55 anos      |
| Maria Luísa Gonzaga 30 de maio de 1649 – 10 de maio de 1667 (segunda vez)   |         | 18 de agosto de 1611 filha de Carlos Gonzaga, Duque de Mântua e Monferrato e Catarina de Mayenne  | João II Casimiro Vasa 30 de maio de 1649 2 filhos   | 10 de maio de 1667 55 anos      |

## Casa de Wiśniowiecki
| Nome                                                              | Retrato | Nascimento                                                                                            | Cônjuge                                     | Morte                          |
| ----------------------------------------------------------------- | ------- | --- | ------------------------------------------- | ------------------------------ |
| Leonor da Áustria 29 de setembro de 1670 – 10 de novembro de 1673 |         | 21 de maio de 1653 filha de Fernando III do Sacro Império Romano-Germânico e Leonor de Gonzaga-Nevers | Miguel I 27 de fevereiro de 1670 sem filhos | 17 de dezembro de 1697 44 anos |

## Casa de Sobieski
| Nome                                                                                     | Retrato | Nascimento                                                                         | Cônjuge                                        | Morte                         |
| ---------------------------------------------------------------------------------------- | ------- | ---------------------------------------------------------------------------------- | ---------------------------------------------- | ----------------------------- |
| Maria Casimira Luísa de La Grange d'Arquien 2 de fevereiro de 1676 – 17 de junho de 1696 |         | 28 de junho de 1641 filha de Henri de la Grange d'Arquien e Françoise de la Châtre | João III Sobieski 5 de julho de 1665 14 filhos | 30 de janeiro de 1716 74 anos |

## Casa de Wettin
| Nome                                                                                          | Retrato | Nascimento | Cônjuge                                  | Morte                         |
| --------------------------------------------------------------------------------------------- | ------- | --- | ---------------------------------------- | ----------------------------- |
| Cristiana Everadina de Brandemburgo-Bayreuth 15 de setembro de 1697 – 16 de fevereiro de 1704 |         | 19 de dezembro de 1671 filha de Cristiano Ernesto, Marquês de Brandemburgo-Bayreuth e Sofia Luísa de Württemberg | Augusto II 20 de janeiro de 1693 1 filho | 4 de setembro de 1727 55 anos |

## Casa de Leszczyński
| Nome                                                          | Retrato | Nascimento                                                               | Cônjuge                                              | Morte                       |
| ------------------------------------------------------------- | ------- | ------------------------------------------------------------------------ | ---------------------------------------------------- | --------------------------- |
| Catarina Opalińska 4 de outubro de 1704 – 8 de agosto de 1709 |         | 13 de outubro de 1680 filha de João Carlos Opaliński e Sofia Czarnkowska | Estanislau I Leszczyński 10 de maio de 1698 2 filhas | 19 de março de 1747 66 anos |

## Casa de Wettin (1ª restauração)
| Nome                                                                                        | Retrato | Nascimento | Cônjuge                                  | Morte                         |
| ------------------------------------------------------------------------------------------- | ------- | --- | ---------------------------------------- | ----------------------------- |
| Cristiana Everadina de Brandemburgo-Bayreuth 8 de setembro de 1709 – 1 de fevereiro de 1733 |         | 19 de dezembro de 1671 filha de Cristiano Ernesto, Marquês de Brandemburgo-Bayreuth e Sofia Luísa de Württemberg | Augusto II 20 de janeiro de 1693 1 filho | 4 de setembro de 1727 55 anos |

## Casa de Leszczyński (restaurada)
| Nome                                                              | Retrato | Nascimento                                                               | Cônjuge                                              | Morte                       |
| ----------------------------------------------------------------- | ------- | ------------------------------------------------------------------------ | ---------------------------------------------------- | --------------------------- |
| Catarina Opalińska 12 de setembro de 1733 – 27 de janeiro de 1736 |         | 13 de outubro de 1680 filha de João Carlos Opaliński e Sofia Czarnkowska | Estanislau I Leszczyński 10 de maio de 1698 2 filhas | 19 de março de 1747 66 anos |

## Casa de Wettin (2ª restauração)
| Nome                                                                   | Retrato | Nascimento | Cônjuge                                    | Morte                          |
| ---------------------------------------------------------------------- | ------- | --- | ------------------------------------------ | ------------------------------ |
| Maria Josefa da Áustria 17 de janeiro de 1734 – 17 de novembro de 1757 |         | 8 de dezembro de 1699 filha de José I do Sacro Império Romano-Germânico e Guilhermina Amália de Brunsvique-Luneburgo | Augusto III 20 de agosto de 1719 15 filhos | 17 de novembro de 1757 57 anos |